# Handbach (Emscher)
Der Handbach ist ein rechter Nebenfluss der Emscher. Sein Lauf mit einer Länge von 5,41 km und sein Einzugsgebiet von gut 23,5 km² befinden sich im Oberhausener Stadtbezirk Sterkrade.

## Lage und Beschreibung
Der Handbach entspringt im Nordwesten des Stadtteils Königshardt. Er fließt in südwestlicher Richtung zunächst durch den Sterkrader Wald, teilweise natürlich mäandernd, teilweise begradigt und wird dabei nördlich des Autobahnkreuzes Oberhausen unter der A 3 durchgeleitet. Auf seinem weiteren Weg streift er den Südrand des Stadtteils Schmachtendorf, bevor er auf Höhe des Forsthauses Handbeck verrohrt und unter der Bahnstrecke Oberhausen–Arnhem hindurchgeleitet wird. Nach rund 500 m unterirdischem Verlauf kommt er, nunmehr in Richtung Süden fließend, zwischen dem Gewerbegebiet Waldteich und der Autobahn A 2 wieder an die Oberfläche. Über einen Kilometer folgt er nun kanalisiert dem Verlauf der Autobahn, bevor er bei Biefang in der Nähe der Anschlussstelle Oberhausen-Holten in die Emscher mündet. Rund 200 Meter vor seiner Mündung nimmt er den Zufluss Sterkrader Hauptkanal auf.